# Macédoine au Concours Eurovision de la chanson 2015
La Macédoine participe au Concours Eurovision de la chanson 2015 à Vienne, en Autriche. Le pays est représenté par Daniel Kajmakoski et sa chanson Autumn Leaves, sélectionnées lors du Skopje Fest.

## Sélection
Le pays a confirmé sa participation le 10 octobre 2014. Pour la première fois depuis 2011, le gagnant du Festival de Skopje, qui a lieu le 12 novembre 2014, représentera la Macédoine.

### Participants
20 chansons sont en compétition. Parmi les candidats, Tamara Todevska a déjà représenté la Macédoine en 2008 et Vlatko Ilievski en 2011.  Viktorija Loba, quant à elle, a représenté la Macédoine à la version junior du Concours, en 2003.

### Résultats
Le vainqueur est désigné par le vote d'un jury comptant pour moitié, et le vote du public comptant pour seconde moitié. Les votes des jurys ont été attribués durant la répétition générale, qui a eu lieu le 11 novembre.
| #  | Artiste                                 | Chanson           | Traduction                     | Place | Points |
| -- | --------------------------------------- | ----------------- | ------------------------------ | ----- | ------ |
| 01 | Lena Zatkoska                           | Alo               | Salut                          | 14    | 00     |
| 02 | Tania Tzarovska                         | Ako mi se vratis  | Si je reviens                  | 10    | 05     |
| 03 | Daniel Kajmakoski                       | Lisja esenski     | Feuilles d'Automne             | 01    | 22     |
| 04 | Vera Janković                           | Se plašam         | Je crains                      | 14    | 00     |
| 05 | Risto Samardziev & Vlatko Ilievski      | Sever-Jug         | Nord-Sud                       | 14    | 00     |
| 06 | Evgenija Čančalova                      | Da ne te sakam    | Si je ne t'aime pas            | 03    | 18     |
| 07 | Aleksandra Mihova                       | Srce čuva spomeni | Le cœur garde les souvenirs    | 14    | 00     |
| 08 | Lidija Kočovska & Marjan Stojanovski    | Sonce niz oblaci  | Le soleil à travers les nuages | 14    | 00     |
| 09 | Joce Panov                              | Ni Lj od ljubovta | Ni le A d'amour                | 10    | 05     |
| 10 | Goran Naumovski & Sanja Kerkez          | Mig bez tebe      | Un moment sans toi             | 14    | 00     |
| 11 | Aleksandar Tarabunov & Toni Mihajlovski | Marija            | Marie                          | 04    | 08     |
| 12 | Aleksandra Janeva                       | Vo tvojot svet    | Dans ton monde                 | 08    | 06     |
| 13 | Miyatta                                 | Zaljubem          | Amoureuse                      | 12    | 02     |
| 14 | Tamara Todevska                         | Brod što tone     | Bateau qui coule               | 02    | 20     |
| 15 | Sanja Gjoševska                         | Sakam da letam    | Je veux voler                  | 08    | 06     |
| 16 | Nade Talevska                           | Znam              | Je sais                        | 06    | 07     |
| 17 | Viktorija Loba                          | Edna edinstvena   | Le seul et unique              | 06    | 07     |
| 18 | Verica Pandilovska                      | Samo za tebe      | Rien que pour toi              | 14    | 00     |
| 19 | Nina Janeva                             | Bluz za           | Blues pour                     | 13    | 02     |
| 20 | Dimitar Andonovski                      | Se što ti vetiv   | Tout ce que j'ai promis        | 04    | 08     |

Le gagnant est Daniel Kajmakoski, avec sa chanson Lisja esenski. La chanson a cependant été traduite en anglais, et sa version définitive s'intitule Autumn Leaves.

## À l'Eurovision
La Macédoine a participé à la première demi-finale, le 19 mai 2015. Arrivé à la 15e place avec 28 points, le pays ne s'est pas qualifié pour la finale.